# Paul Bunyan
Pour les articles homonymes, voir Bunyan.

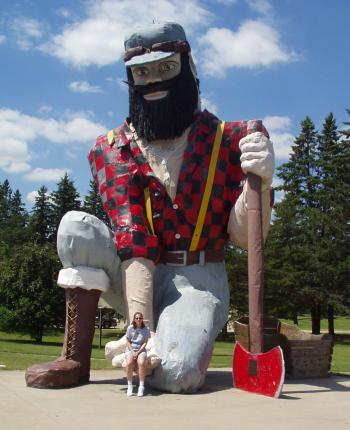
Statue de Paul Bunyan dans le Minnesota.

Paul Bunyan est une figure légendaire du folklore américain. Il est représenté habituellement comme un bûcheron géant, parfois accompagné d'un bœuf bleu nommé Babe : dans ce dernier cas, on parle de Paul Bunyan and Babe the Blue Ox.

## Étymologie
Il y a beaucoup d'hypothèses sur l'étymologie du nom Paul Bunyan, et notamment sur une possible origine canadienne-française. Phonétiquement Bunyan ressemble à « bon yenne ! », une expression de surprise ou d'étonnement utilisée au Québec. Le nom de famille anglais Bunyan dérive de la même racine que l'oignon dans le vieux français bugne, se référant à une grande bosse ou enflure. Plusieurs chercheurs ont tenté de retrouver Paul Bunyan dans le personnage de Bon Jean ou Tit Jean du folklore canadien-français.

## Utilisations de la légende

Dessin de propagande militaire montrant Paul Bunyan et John Henry menaçant l'empereur du Japon Hiro-Hito, le chancelier Adolf Hitler et le Duce Benito Mussolini (1943).

Aujourd'hui, plusieurs sites et attractions populaires utilisent la légende de Paul Bunyan sur le territoire des États-Unis.
Pendant la guerre froide, une opération appelée Paul Bunyan a fait suite à l'incident du peuplier en Corée en 1976.

### Adaptation de la légende dans les arts
Certaines légendes de Paul Bunyan ont été adaptées :
- Paul Bunyan, un court métrage d'animation américain ;
- Paul Bunyan, une opérette de Benjamin Britten ;
- une partie de l’épisode Histoires de clochard de la série Les Simpson ;
- Paul Bunyan est un Servant présent dans le jeu Fate/Grand Order. Invocable uniquement lors de l’événement nommé « All the Statesmen! ~Learn With Manga Records of the American Frontier~ » du 2 août au 16 août 2017, qui sert de promotion pour le manga Manga de wakaru! FGO (マンガで分かる！FGO?).
- Il est le sujet du dessin animé Le Lapin bûcheron (Lumber-Jack Rabbit, 1953) de la série Looney Tunes.
- Une histoire de Picsou publiée dans le magazine américain Uncle Scrooge no 28, se nomme La machine de Paul Bunyan (The Paul Bunyan Machine en VO) : elle raconte un combat entre les deux machines géantes abatteuses d'arbres de Picsou et des Rapetou.
- Dans la bande dessinée en ligne The Adventures of Dr. McNinja, la "maladie de Paul Bunyan" transforme le patient en bûcheron géant.
- Paul Bunyan est également présent dans le jeu Breath of Fire 3 en tant que bûcheron et mentor des protagonistes principaux.
- Dans le set d'extension "Les hors-la-loi de Croisetonnerre" du jeu de carte Magic l'Assemblée, la carte "Bonny Pall, bûcheronne" est une référence à Paul Bunyan et Babe.

### Fargo

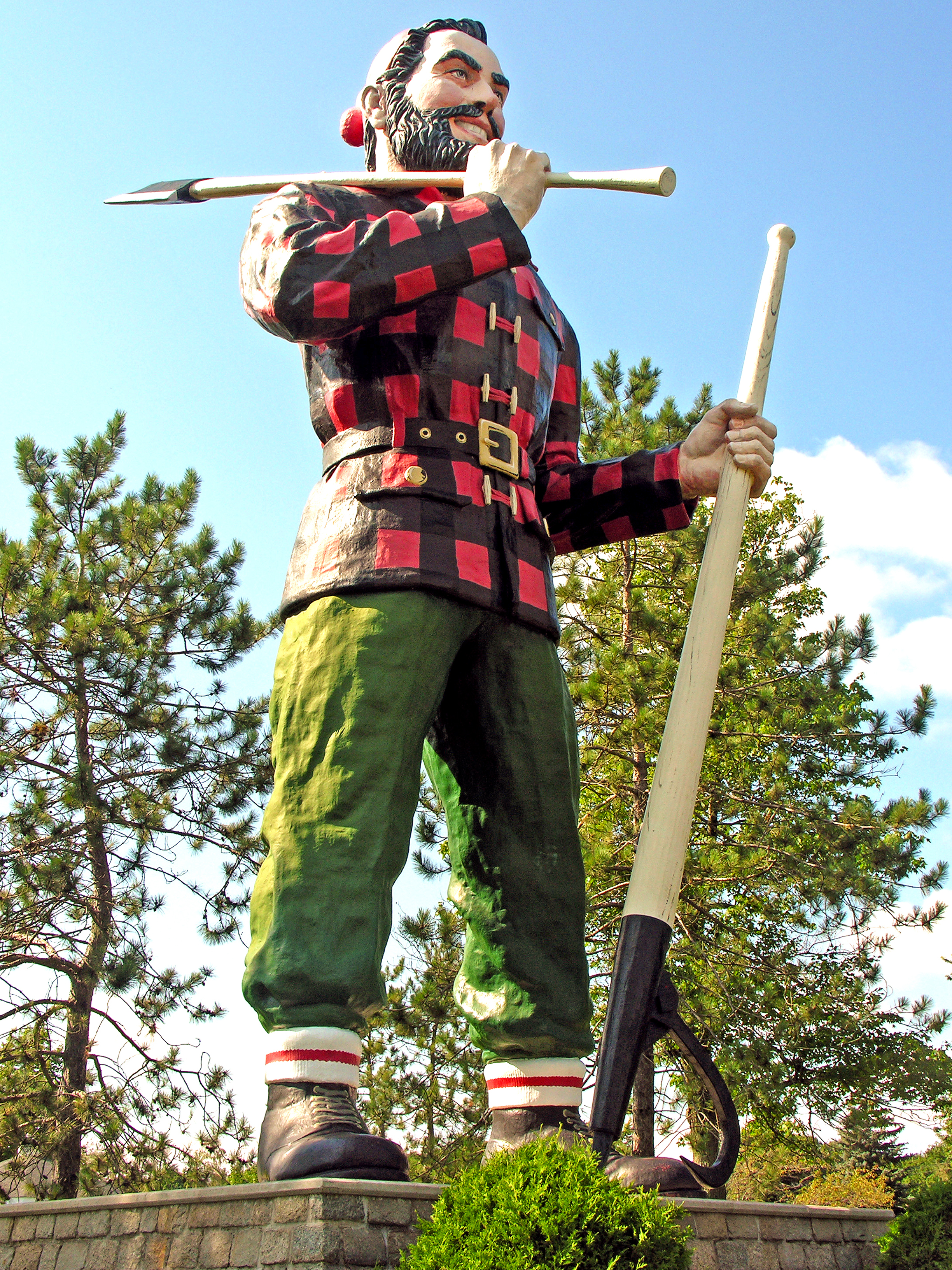
Statue de Paul Bunyan à l'entrée de Bangor dans l'État du Maine.

Dans le film Fargo des frères Coen, sorti en 1996, une statue géante de Paul Bunyan se trouve au milieu de la campagne enneigée à proximité de l'entrée de Brainerd, dans le Minnesota. Une telle statue n'existe pas en réalité : la statue montrée a été construite pour les besoins du film à un autre endroit, près de la ville de Bathgate au Dakota du Nord voisin. La statue utilisée dans le film ressemble toutefois à celle qui est aujourd’hui visible à Bangor dans l'État du Maine, près de la côte atlantique.

### Autres
- Une statue est visible dans le film Kumiko, the Treasure Hunter de David Zellner (2014).
- Dans Ça de Stephen King, le monstre prend la forme d'une statue de Paul Bunyan en face du centre communautaire dans la ville de Derry. Elle aurait été inspirée par la statue située à Bangor. Elle apparaît également dans un autre roman de Stephen King, Insomnia[3].
- Pour le cinquantenaire de Captain America (mars 1991) dans les Marvel Comics, dans une aventure  intitulée Au rang des légendes écrite par Mark Gruenwald et dessinée par Ron Lim, Captain America atterrit dans un monde parallèle où il croise toutes les légendes des États-Unis, dont Paul Bunyan.
- Paul Bunyans Potty est une arche naturelle dans le comté de San Juan, dans l'Utah.
- Dans la mode, la chemise bûcheron rouge et noire a été popularisée par ce personnage[4].
- En 1968, la société D Gottlieb & Company crée le flipper, pinball, au titre "Paul Bunyan" fabriqué à 1 900 exemplaires[5].

## Utilisation le long de la Route 66
Trois statues géantes de Paul Bunyan se trouvent le long de la célèbre Route 66, toutes dans l’État de l’Illinois : à Wilmington (Gemini giant), à Atlanta (Paul Bunyon) et Springfield (Lauterbarch Giant).

Paul Bunyan en Illinois, sur la Route 66
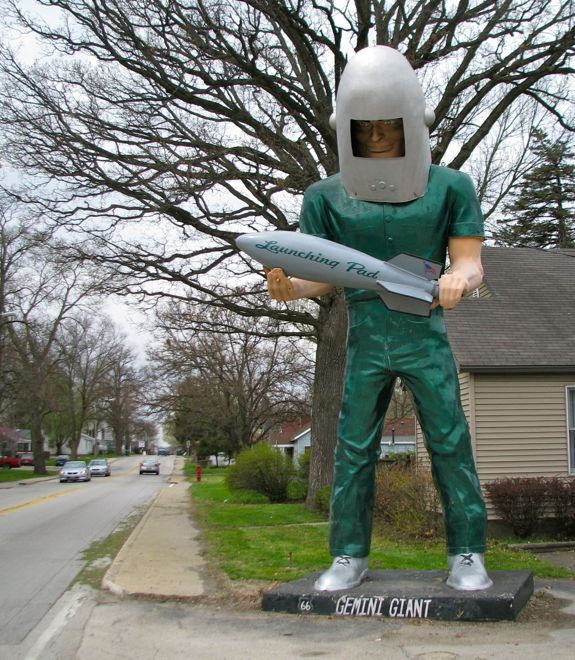
Gemini giant à Willmington.
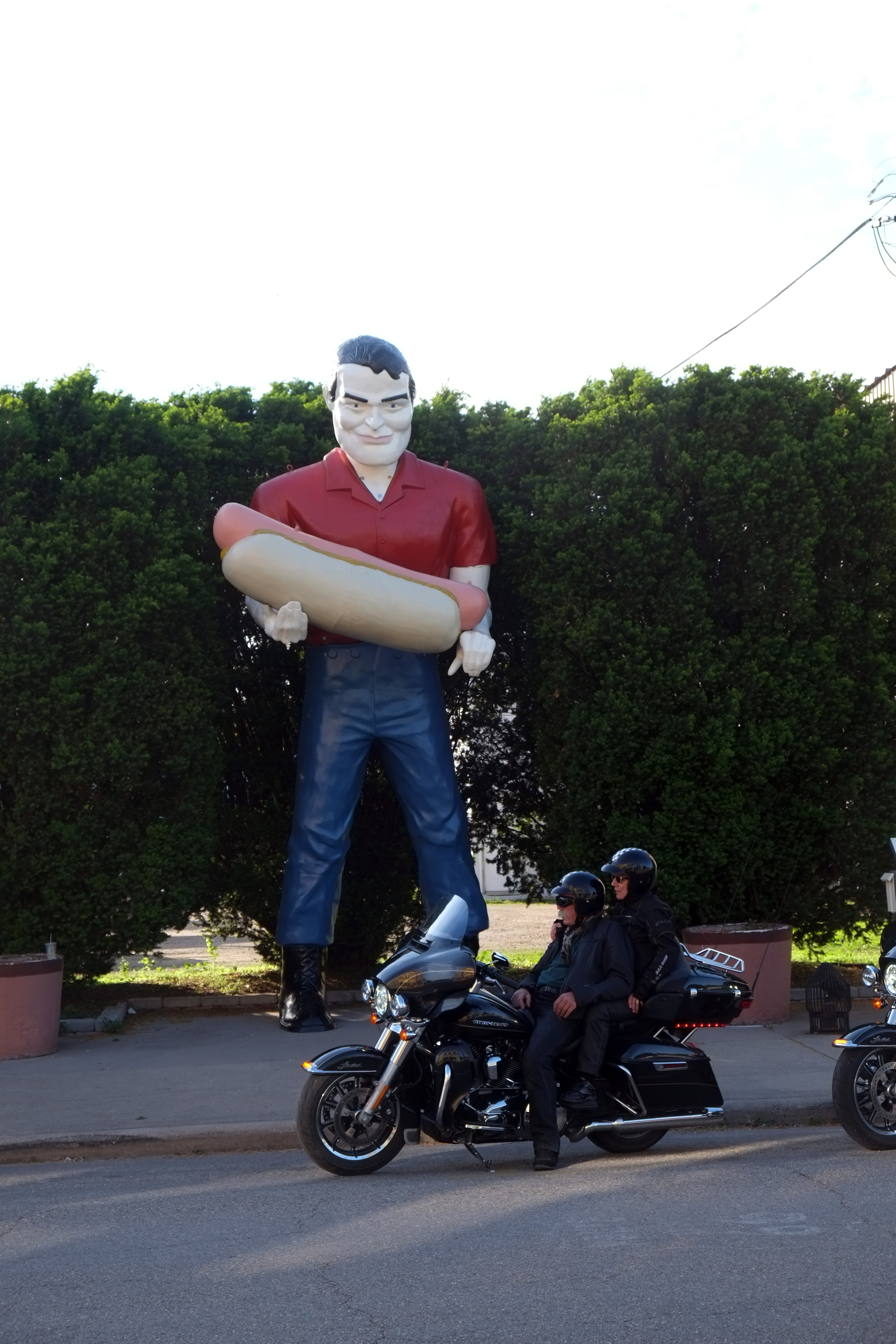
Paul Bunyon à Atlanta.
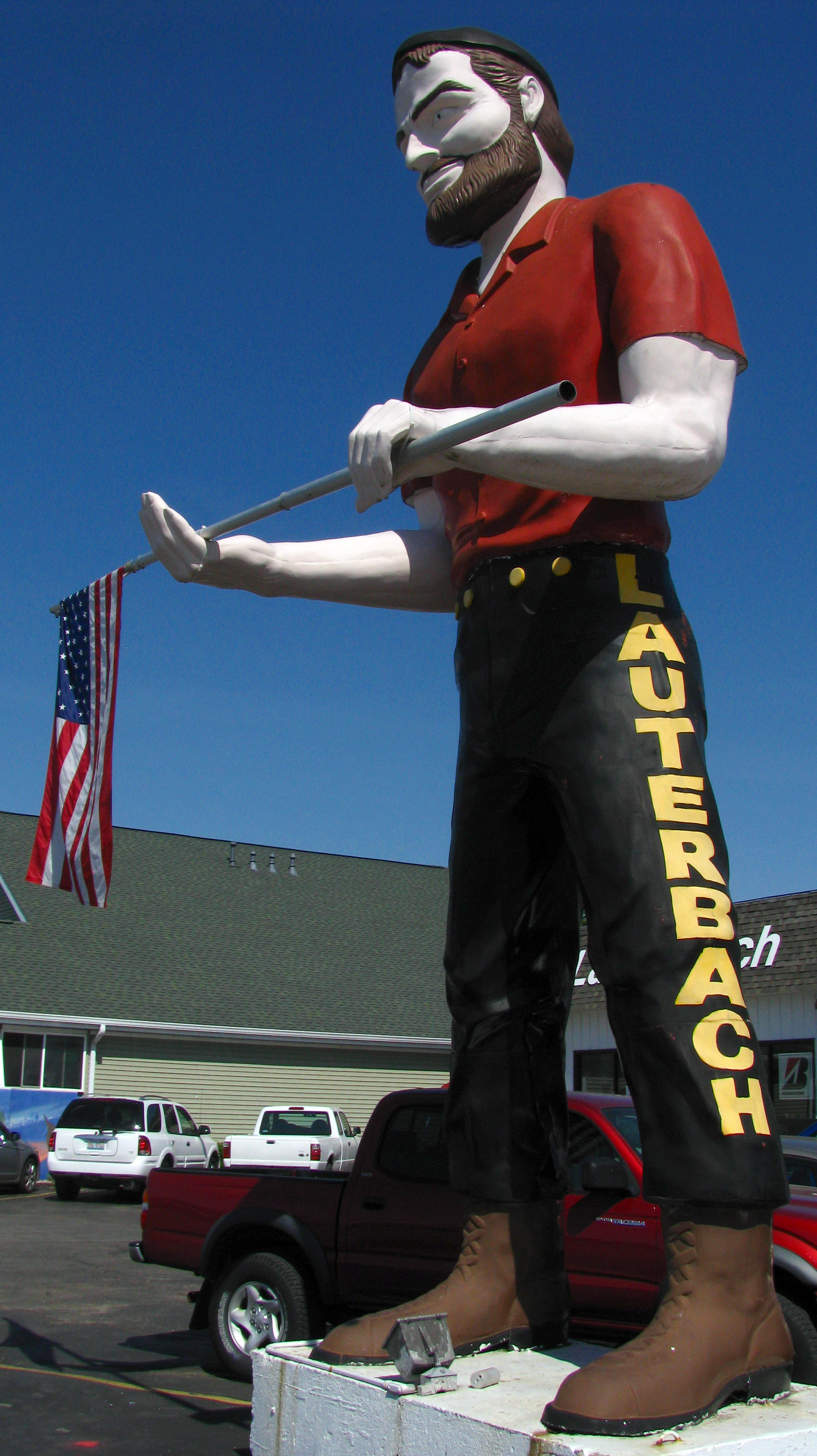
Lauterbarch Giant à Sprinfield.